# Thorsten Gimmler
Thorsten Gimmler (* 1966) est un auteur allemand de jeux de société.

## Ludographie

### Seul auteur
- Alles klar?, 1999, Piatnik
- Cap Horn ou Kap Hoorn, 1999, Tilsit / Kosmos
- Millennium, 1999, Schmidt Spiele
- Pool Position, 1999, F.X.
- Aber Hallo!, 2000, Piatnik
- Les Corbeaux d'Odin ou Odins Raben, 2002, Tilsit / Kosmos
- Wühltisch, 2002, Ravensburger
- La Course aux chevaliers ou Ritter-Rennen, 2003, Schmidt Spiele
- Non merci ou No merci ou Geschenkt … ist noch zu teuer, 2004, Gigamic / Amigo
- Aton, 2006, Queen Games
- Der Dieb von Bagdad, 2006, Queen Games

### AvecFriedemann Friese,Hartmut Kommerell,Andrea Meyeret Martina Hellmich
- Ludoviel, 2003, Tagungshaus Drübberholz